# Sparkill
Sparkill est une census-designated place du comté de Rockland, dans l'État de New York, aux États-Unis,. En 2020, elle compte une population de 1 581 habitants.